# Paronychia bogotensis
Paronychia bogotensis är en nejlikväxtart som beskrevs av José Jéronimo Triana och Planch. Paronychia bogotensis ingår i släktet prasselörter, och familjen nejlikväxter. Inga underarter finns listade i Catalogue of Life.